# Mike Shinoda
Michael Kenji "Mike" Shinoda (n. 11 februarie 1977) este un muzician, producător și artist american. Este cunoscut mai ales ca membru al trupei rock Linkin Park (chitarist/vocalist/pianist).

## Biografie
Mike este jumătate japonez, originar din Agoura, California. Tatăl său, Leslie Shinoda (american-japonez) și mama sa, Kim (unguroaică) l-au crescut în suburbia din Los Angeles, Agoura. Mike are un frate mai mic, pe nume Jason.
A visat să devină muzician imediat după primul concert adevărat la care a fost (era un concert la care au cântat Anthrax și Public Enemy).
A făcut școala primară la Chester W. Nimitz în Huntington Park. După aceea, a început lecții de pian. Mike a urmat cursuri de pian clasic timp de 10 ani. Totuși, s-a săturat să cânte piese clasice, așa că s-a apucat de jazz și apoi de hip-hop.
În clasa a 7-a, l-a întâlnit pe chitaristul Brad Delson, cu care a început să scrie și să înregistreze cântece în dormitorul lui. La sfârșitul liceului, li s-a alăturat bateristul Rob Bourdon și au format formatia Xero, cu mari vise în industria muzicii.
După liceu, Mike s-a dus la liceul de Arte și Design, unde l-a întâlnit pe DJ-ul Joe Hahn, care împreună cu Dave Pheonix s-a alăturat trupei Xero.
După ce și ultimul membru al trupei Hybrid Theory, ce urma să devină Linkin Park, Chester Bennington, s-a alăturat lor, baieții s-au pus serios pe treabă și au scos primul album EP, apoi Hybrid Theory, un mare succes, Reanimation, Meteora, Collision Course, cu Jay-Z, Minutes to Midnight , A Thousand Suns și Living Things.

## Proiect solo
Între anii 2004-2005 Shinoda a format un proiect solo, numit Fort Minor,pentru că nu putea arăta latura sa hip-hop în Linkin Park. Albumul de debut, The Rising Tied a fost lansat pe 22 noiembrie 2005.

## Viața personală
Mike este însurat cu Anna (Hillinger) Shinoda din 2003. Ea este acum sursa de inspirație a artistului. Cântecul Where'd you go îi este dedicat soției sale. Cuplul trăiește acum în Agoura, California. În 2004, a fost supus unei farse într-un episod din Punk'd (emisiune MTV). El a spus că albastru închis este culoarea naturală a părului său și că etapa când avea părul mai deschis a trecut, că adoră mâncarea japoneză și că cea mai grea parte a perioadei de 2 luni petrecute în studio a fost să fie alături de Brad care nu folosea atunci prea mult dușul (nu că acum ar face acest lucru mai des). Mike poartă lentile de contact.

## Citate
Să compui piese muzicale și să le împarți cu ceilalți este o experiență care îți aduce satisfacții enorme. Nu pot să mă gândesc ce altceva poate să adune împreună atâția oameni de genuri și origini diferite decât muzica. Sunt foarte recunoscător că pot să fac acest lucru.

## Filmografie
| An   | Film                    | Rol       | Regizor         | Note |
| ---- | ----------------------- | --------- | --------------- | ---- |
| 2014 | The Distortion of Sound | El însuși | Jacob Rosenberg | -    |